# Municipio de Trotter
El municipio de Trotter (en inglés: Trotter Township) es un municipio ubicado en el condado de Carroll en el estado estadounidense de Misuri. En el año 2010 tenía una población de 205 habitantes y una densidad poblacional de 2,19 personas por km².

## Geografía
El municipio de Trotter se encuentra ubicado en las coordenadas 39°23′19″N 93°35′42″O / 39.38861, -93.59500. Según la Oficina del Censo de los Estados Unidos, el municipio tiene una superficie total de 93.59 km², de la cual 93,57 km² corresponden a tierra firme y (0,02 %) 0,02 km² es agua.

## Demografía
Según el censo de 2010, había 205 personas residiendo en el municipio de Trotter. La densidad de población era de 2,19 hab./km². De los 205 habitantes, el municipio de Trotter estaba compuesto por el 98,05 % blancos, el 1,46 % eran asiáticos y el 0,49 % eran de una mezcla de razas. Del total de la población el 0,49 % eran hispanos o latinos de cualquier raza.